# Knut Posse (död 1500)
Knut Jönsson Posse, född i början av 1440-talet, död 25 mars 1500 på Kastelholm, Åland, var väpnare, riksråd och hövitsman över flera slottslän. Han ligger begraven i Åbo domkyrka.

## Bakgrund och tidig karriär
Knut var son till Jöns Lage Posse av uradeln Posse och hans fru Märta Knutsdotter (Tre Rosor). Knut omtalas första gången 1452 i ett avlatsbrev som utfärdats för hans föräldrar. Som vuxen nämns han från 1465 som Erik Axelssons tjänare. Han utnämndes till fogde för Stockholms slott 23 eller 27 oktober 1466. Knut stod kvar som fogde på Stockholms slott under hela Erik Axelssons riksföreståndaretid fram till dess Karl Knutsson återvände till Sverige som kung i november 1467. Senast 1486 väpnare. Senast i november 1473 utnämndes han till riksråd. 
Enligt Sturekrönikan deltog Knut i Slaget vid Brunkeberg 1471 där han under stridens lopp ska ha erövrat Dannebrogen och slagit ihjäl Staffan Bengtsson (Vinstorpaätten). Enligt Olaus Petri blev han därefter själv nerstucken och svårt sårad av kung Kristian.

## Insatser i Finland
Från 1472 var Knut Posse fogde på Tavastehus slott som ingick i Erik Axelssons finska förläning. Sommaren 1477 befordrades han till hövitsman, en post han innehade ännu i april 1490, från 1485 som egen förläning. Den 12 juli 1490 utnämndes han till hövitsman på Kastelholms slott, vilket han var ännu 15 maj 1492. Han nämns som hövitsman på Viborg 1495–97 och åter på Kastelholm 27 juni 1499. Han inlämnade 1485 redovisning till riksrådet för sin förvaltning av Erik Axelssons efterlämnade egendomar. Under striderna mellan Ivar Axelsson (Tott) och Sten Sture den äldre deltog Knut 1487 i belägringen av Raseborgs slott.
Knut Posse har gått till historien främst för sitt framgångsrika försvar av Viborg mot det ryska angreppet 1495, en insats som gav upphov till berättelserna om Viborgska smällen.
Posse belönades av riksrådet 1496 för sitt framgångsrika försvar av Viborg med förläningarna Ångermanland och Åse härad i Västergötland som han fick på livstid + 30 år. Senare (1499) förlänades han Kastelholms slottslän av kung Hans.

## Äktenskap
Knut Posse gifte sig 1472 med Birgitta Gustafsdotter (Sture), dotter till Gustaf Algotsson i dennes andra äktenskap med Märta Ulfsdotter (Sparre av Hjulsta och Ängsö). Knuts hustru titulerades "fru" för att hon tidigare varit gift med en riddare, David Bengtsson (Oxenstierna).

## Egendomar
När fru Birgitta gifte sig med Knut Posse fick hon 1 000 mark stockholmsmynt i morgongåva av sin man, för vilken summa denne ställde 27 gårdar i pant. Ungefär hälften av gårdarna låg i Västergötland, elva i Dalsland och tre i Värmland. 
Knut blev under sitt liv ägare till flera egendomar genom köp, överenskommelser eller genom fallna panter. Här finns gårdar i Dalsland men också i Finland där han tillbringade mycket tid. Många av de gårdar som han hade kontroll över i Sverige överlät han, på grund av sin Finlandsvistelse, på sin bror och dennes barn. I Finland hade Knut och hustrun en egendom som hette Pimäki i S:t Marie socken. Den skänkte de senare till Nådendals kloster. De hade också egendomar i Åbo som de skänkte till Åbo domkyrka. Knut och hans hustru var mycket frikostiga mot kyrkorna i Finland och deras familjevapen har bevarats i flera kyrkor. Alla gods som kyrkorna fått till skänks av Knut och Birgitta Posse återtogs dock av kung Karl som gav dem till Knut Posses brors dotterdotters och hennes man Knut Andersson (Lillie af Ökna).